# Hans-Jörg Krüger (Basketballspieler)
Hans-Jörg Krüger (* 26. Januar 1942 in Quedlinburg; † 4. Mai 2023) war ein deutscher Basketball-Nationalspieler. Er nahm 1972 an den Olympischen Sommerspielen teil.

## Laufbahn
Der 2,05 Meter lange Krüger spielte in den 1960er und 1970er Jahren für den FC Bayern München in der Basketball-Bundesliga, 1968 wurde der Innenspieler mit dem FCB deutscher Pokalsieger.
Mit der bundesdeutschen Nationalmannschaft nahm Krüger, der den Spitznamen „Gigs“ erhalten hatte, 1972 an den Olympischen Sommerspielen in München teil. Im Turnierverlauf erzielte er in acht Spielen im Durchschnitt 5,5 Punkte je Begegnung.